# Ban nhạc nhẹ Wangjaesan
Ban nhạc nhẹ Wangjaesan (tiếng Triều Tiên: 왕재산 경음악단; McCune–Reischauer: Wangjaesan Kyŏngŭmaktan) là một ban nhạc nhẹ (gyeongeumak) của Bắc Triều Tiên. Đây là một trong hai nhóm nhạc đại chúng (cùng với Dàn nhạc điện tử Pochonbo) do nước này thành lập vào thập niên 1980, cả hai đều được đặt theo tên địa danh những nơi mà Kim Nhật Thành đã từng chiến đấu kháng Nhật trong những năm 30. Tên gọi ban nhạc xuất phát từ Núi Wangjae (tức núi Vương Tại) ở vùng Onsong-gun, tỉnh Hamgyong Bắc, nằm trên biên giới quốc gia với Trung Quốc, nơi Kim Nhật Thành được cho là đã từng tổ chức buổi họp mặt bàn về các hoạt động kháng Nhật vào năm 1933.
Ban nhạc do đích thân nhà lãnh đạo Bắc Triều Tiên là Kim Jong-il thành lập ngày 22 tháng 7 năm 1983. Nhạc của họ thường được phát trên các kênh của Đài Phát thanh - Truyền hình Trung ương Triều Tiên ví dụ như Đài phát thanh Bình Nhưỡng. Vũ đoàn Wangjaesan cũng là một phần của ban nhạc.

## Thành viên
- Ryom Cheong: cô từng hát những bài như "Tiếng sấm của Chung Il-bong", "Reported Soul", "Sống cùng tương lai", "Tiền tuyến của tướng sĩ", "Thời sự Bình Nhưỡng".
- Kim Hwa-suk: có bài "tấm lòng đất nước ta.
- Hwang Suk-kyong: "Chủ nghĩa xã hội là của chúng ta."
- Oh Jong-yun: có bài "tán lá màu đỏ" và bài dân ca "Đồi hoa mẫu đơn" (Moran Bong).